# Míssil balístic de curt abast

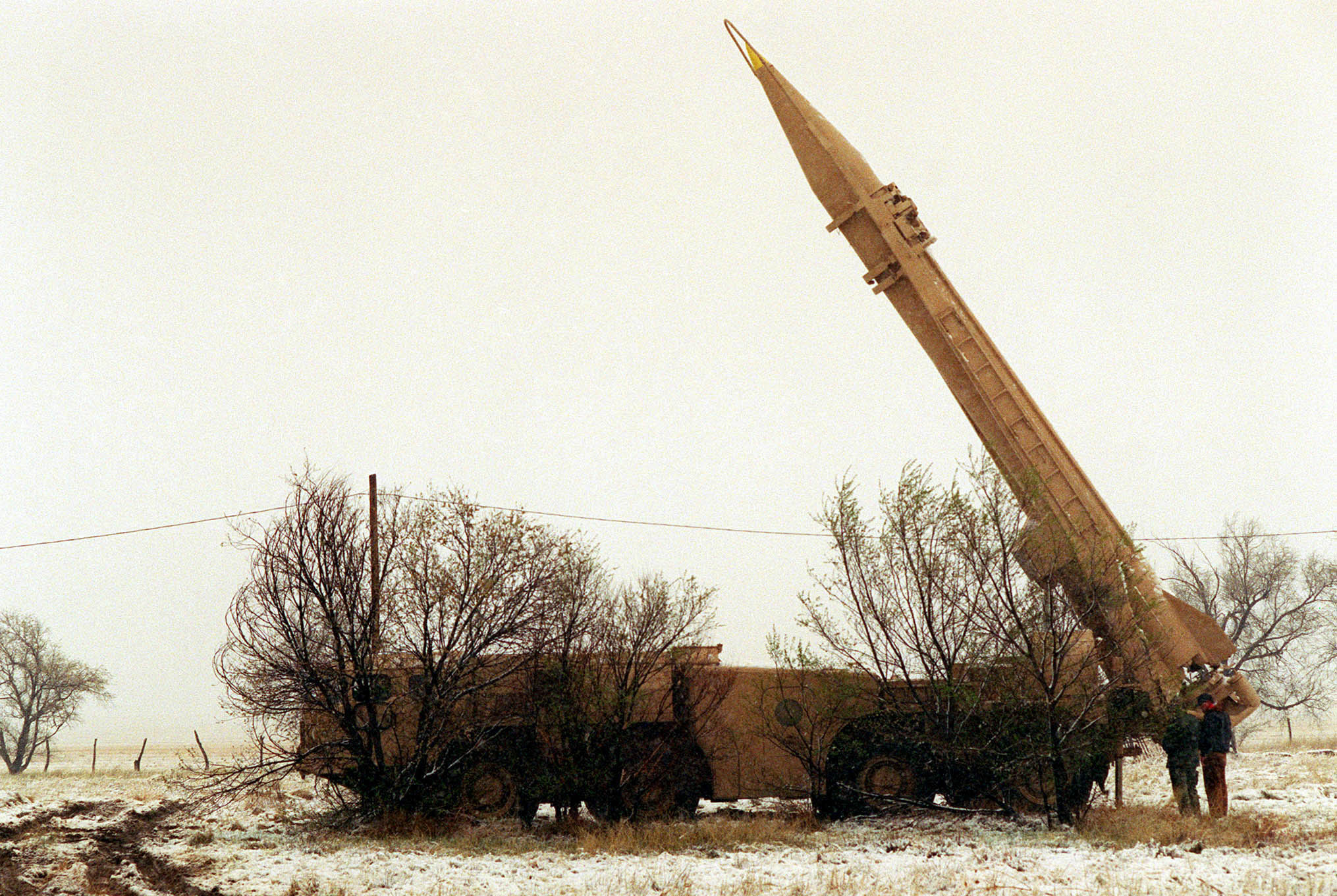
Plataforma de llançament mòbil del míssil Scud.

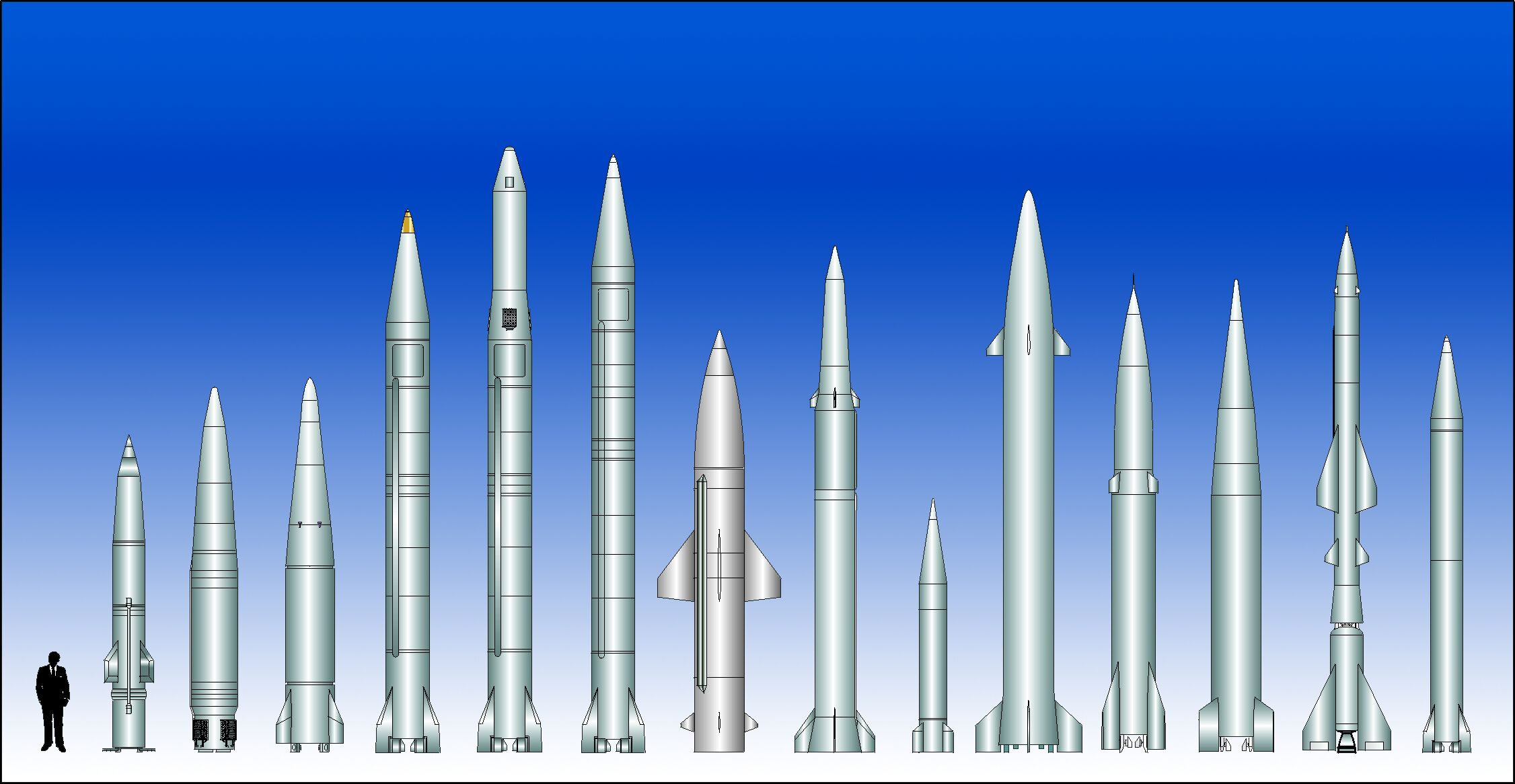
Comparació de SRBM de diferents països.

Un míssil balístic de curt abast (en anglès: Short-Range Ballistic Missile, SRBM) és un míssil balístic amb un abast d'entre 500 i 1.000 km, encara que des de 1996 s'ha convertit en habitual definir als SRBM com a míssils amb un abast d'entre 150 i 800 km.
Usualment aquests míssils són capaços de transportar caps nuclears. A més podrien ser usats en potencials conflictes regionals a causa de les curtes distàncies entre alguns països i el seu relatiu baix cost i facilitat de configuració. En la terminologia moderna, els SRBM són part d'un grup més ampli dels anomenats míssils balístics de teatre, categoria que inclou a qualsevol míssil balístic amb un abast entre 300 i 3.500 km.

## Alguns SRBM
- V-2 (míssil) (320 km)  Tercer Reich
- Pluton (míssil) (120 km)  França
- Hadès (míssil) (480 km)  França
- 9K720 Iskander (400 km)  Rússia
- SS-1 Scud (300–700 km) Unió Soviètica
- SS-23 Spider (500 km) Unió Soviètica
- DF-11/M-11 (350 km)  R.P. de la Xina
- DF-15 (600 km)   R.P. de la Xina
- Prithvi I (150 km)  Índia
- Prithvi II (250–350 km)  Índia
- Prithvi III (350–750 km)  Índia
- Agni I (700–800 km)   Índia
- Shaurya (600–700 km)  Índia
- Ghaznavi (míssil) (290 km)  Pakistan
- Abdali-I (200 km)  Pakistan
- Jericho I (500 km)   Israel
- Fateh-110 (250 km)  Iran
- Shahab-2 (700 km)  Iran
- J-600T Iıldırım I (150 km)  Turquia
- J-600T Iıldırım II (300 km)   Turquia
- Hyunmoo-1 (180–250 km)   Corea del Sud
- Hyunmoo-2 (300–500 km)   Corea del Sud
- Sky Spear (~120 km)  Taiwan
- MGM-52 Lance (70–120 km)  Estats Units